# Fotis Katsikaris
Fotios Katsikaris (Korydallos, Grècia, 16 de maig de 1967) és un exjugador i entrenador grec de bàsquet. Actualment entrena el Bàsquet Girona, a la lliga ACB.

## Carrera com a entrenador
Fotis Katsikaris començà la seua carrera com a entrenador exercint d'assistent de Kostas Politis, Dusan Ivkovic i Dragan Sakota en l'AEK d'Atenes, equip en el qual ocuparia la banqueta com a primer entrenador entre els anys 2003 i 2005. Posteriorment fitxaria pel Dynamo de Sant Petersburg, on romandria fins a finals de 2006, quan l'equip cau en fallida.
Ente el 2006 i el 2008 entrenà el Pamesa València. El 3 de novembre de 2008 va ser destituït del Pamesa a causa dels mals resultats en lliga. El 2009 va signar com a tècnic de l'Aris de Salònica
El 2011, com a entrenador del Bilbao Basket, va aconseguir la classificació per a la final de l'ACB per primera vegada en la història de l'equip. Posteriorment perdrien la final davant el Regal Barça per 3-0.
En la temporada 2015-16 va entrenar l'UCAM Murcia, aconseguint el major èxit de la història del club després de jugar els playoffs.
Com a seleccionador de l'equip nacional de Grècia, Katsikaris va disputar el Preolímpic de Torí i l'Eurobàsket 2005
Al juliol de 2016, Fotis abandona la lliga ACB i s'embarca en la lliga russa signant pel Lokomotiv Kuban per tres campanyes. Mesos més tard, al novembre de 2016, l'entrenador acorda la desvinculació "de mutu acord" després de la derrota davant el València Basket en l'Eurocup.
El 23 de gener de 2017 torna a dirigir l'UCAM Murcia, substituint Óscar Quintana. Al final de la temporada 2016-2017, l'equip acaba en la setena posició.
La temporada 2017-18 signa un contracte per tres temporades amb l'Hapoel Jerusalem. En l'equip israelià entrena únicament deu partits, ja que després d'un mal inici d'Eurocup és destituït.
El dia 24 de novembre de 2017, és anunciat com a nou entrenador de l'Iberostar Tenerife, després de la desvinculació del club de Nenad Marković. Els seus resultats foren els esperats i en la temporada 17-18 el club aconsegueix entrar en els playoffs de l'ACB. Al juny el club va anunciar la rescissió del seu contracte, passant a ocupar la banqueta de l'equip de TenerifeTxus Vidorreta.
Després del seu pas pels Utah Jazz de l'NBA com a entrenador ajudant, el 26 de juny de 2019 l'Herbalife Gran Canària de la Lliga ACB anuncia la seua contractació per dues temporades.

## Trajectòria

### Jugador
- Ionikos Nikaias B.C. (1982-1988)
- Sporting B.C. (1988-1990)
- AEK Atenes BC (1990-1996)
- Iraklio Creta (1996-1998)

### Entrenador
- Entrenador ajudant de Ivkovic i Sakota en l'AEK Atenes (1998-2003)
- AEK Atenes (2003-2005)
- BC Dynamo de Sant Petersburg (2005-2006)
- València Basket (2006-2008)
- Aris Salónica BC (2009)
- Bilbao Basket (2009-2013)
- Selecció de Rússia (2013)
- Selecció de Grècia (2014-2016)
- UCAM Múrcia (2015-2016)
- Lokomotiv Kuban (2016)
- UCAM Múrcia (2017)
- Hapoel Jerusalem BC (2017)
- Iberostar Tenerife (2017-2018)
- Utah Jazz (Assistent) (2018-2019)
- Herbalife Gran Canària (2019-)